# مؤسسة اليابان
مؤسسة اليابان (باليابانية: 国際交流基金 كوكوساي كوريو كيكين) هي منظمة إدارية مستقلة، أسستها الحكومة اليابانية عام 1972 للقيام ببرامج التبادل الثقافي الدولي ولتعميق التفاهم بين اليابان والأمم الأخرى. وللمؤسسة أنشطة عدة تندرج تحت ثلاثة مجالات رئيسة هي:
1. الفنون والتبادل الثقافي
2. تعليم اللغة اليابانية في الخارج
3. الدراسات اليابانية في الخارج والتبادل الأكاديمي
4. دعم تجميع المعلومات عن التعاون والتبادل الثقافي الدولي ووضع معايير للتبادل الثقافي الدولي.

تُمَوَل المؤسسة عن طريق منح من مصادر حكومية يابانية، وكذلك دعم سنوي من الحكومة، بالإضافة إلى تبرعات مقدمة من القطاع الخاص.

## مؤسسة اليابان في أنحاء العالم

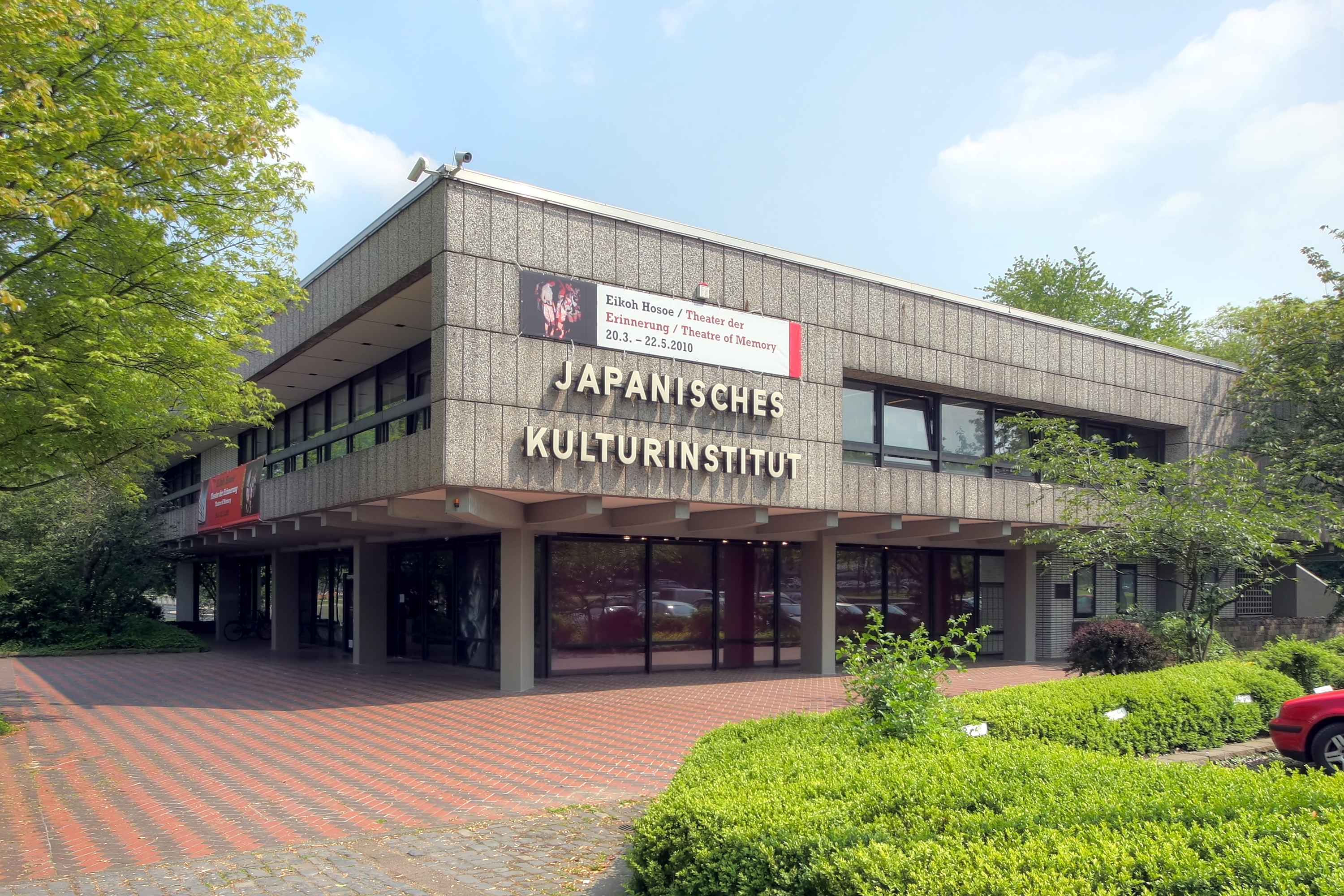
مبنى "Japanisches Kulturinstitut" في كولون ألمانيا

يقع المكتب الرئيسي لمؤسسة اليابان في شينجوكو، طوكيو ولها مكتب فرعي في كيوتو. بالإضافة إلى ذلك يتبع للمؤسسة معاهد لتعليم اللغة اليابانية في سايتاما، تاجيري، أوساكا. بالإضافة إلى ذلك تملك المؤسسة 20 فرعاً في 19 دولة حول العالم. بعض تلك المراكز تمثل صروحا ثقافية كبرى، منها «بيت الثقافة الياباني في باريس» والذي يحظى بشهرة واسعة.
- أستراليا (سيدني)
- البرازيل (ساو باولو)
- كندا (تورنتو)
- الصين (بكين)
- فرنسا (باريس)
- مصر (القاهرة)
- ألمانيا (كولون)
- المجر(بودابست)
- الهند (نيو دلهي)
- إندونيسيا (جاكارتا)
- إيطاليا (روما)
- ماليزيا (كوالا لمبور)
- المكسيك (مكسيكو سيتي)
- الفلبين (مانيلا)
- كوريا الجنوبية (سيؤل)
- تايلاند (بانكوك)
- المملكة المتحدة (لندن)
- الولايات المتحدة (لوس أنجلوس، نيويورك)
- فيتنام (هانوي)

### في مصر

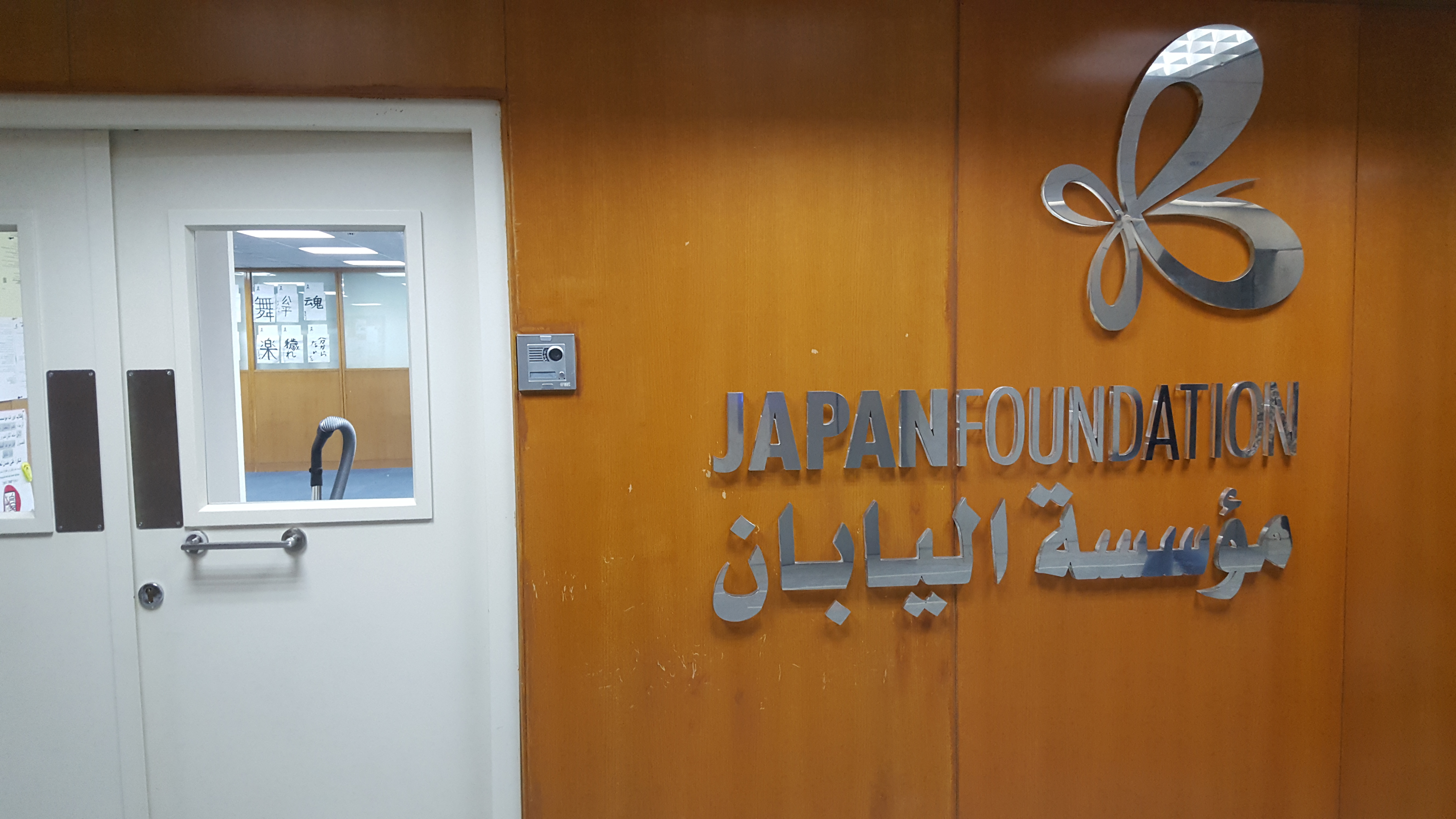
مؤسسة اليابان - مكتب القاهرة

يعد مكتب مؤسسة اليابان بالقاهرة, والذي تم افتتاحه عام 1995, هو الفرع الوحيد للمؤسسة في الشرق الأوسط, حيث يتولى تنظيم الأحداث الثقافية في مصر, إلى جانب الأنشطة الأخرى التي يتم تقديمها بصورة دورية، بالإضافة إلى تنظيم برامج متنوعة للتبادل الثقافي والأكاديمي. كما يمتد نشاط مكتب المؤسسة بالقاهرة ليشمل تقديم بعض الخدمات المعلوماتية لدول أخرى في منطقة الشرق الأوسط.

## وصلات خارجية
- الموقع الرسمي لمؤسسة اليابان.
- مؤسسة اليابان مكتب القاهرة.